# Башкирская народная песня
Башкирская народная песня — песня, слова и музыка которой сложились исторически в ходе развития башкирской культуры. У народной песни нет определённого автора, или автор неизвестен.

## История
Сложный этногенез башкир оказал влияние на их песенную традицию, на жанровый склад песен и их мелодические формы. Являясь сокровищницей башкирской музыкально-поэтической культуры, башкирские народные песни занимают выдающееся место в  художественном творчестве народа.
В названиях народных музыкальных произведений башкир употребляется слово «көй» ([кюй] мелодия, напев). Оно сочетается с прилагательными «оҙон» ([узун] «долгий»), «ҡыҫҡа» ([кыска] «короткий»), «урам» («улочный»), «ауыл» ([аул] «деревенский») и другими, определяющими характер напева.
Поздние песенные формы и сюжеты часто называются собственными именами: «Буранбай-көй» («Напев Буранбая»), «Ғабдрахман-көй» («Напев Габдрахмана»), Бииш и т. д. Безымянные произведения именуются обобщенно — «оҙон-көй», «ҡыҫҡа-көй» и др.
В башкирском народном музыкальном сознании сложилась бинарная терминологическая пара — «оҙон-көй» и «ҡыҫҡа-көй», определяющая признаки мелодии. Между этими полюсами расположены другие мелодические типы, за каждым из которых башкирами закреплён свой термин: среднепротяжный «һалмаҡ-көй» (дословно «плавный напев»), по темпу тяготеющий к «оҙон-көй», а по равномерно пульсирующему ритму — к «ҡыҫҡа-көй».
Башкирские сэсэны (народные сказители) для обозначения речитативного, или декламационного стиля распева эпических песнопений употребляют словосочетание «һамаҡ-көй» — форма распева эпические песнопения — «кубаиры» (дословно «хвалебные, героические песни»), повествующие о батырах, предводителях башкирских родов и племен.
В башкирских песнях имеются повествовательно-речитативные песнопения, называемые арабским словом «баит» (двустишие), отражающие нравственные и актуальные бытовые мотивы. Религиозные представления башкир закреплены в «мунажатах» — молитвенных обращениях к Богу.
В традиционных свадебных обрядах обязательны «сенляу» (причитание), исполняемые невестой перед отъездом из дома родителей. Этот обряд не обходится без «теляков» — песнопений, в которых выражаются благопожелания, наставления невесте перед её вхождением в семью мужа.
В середине XIX века у башкир распространились необрядовые «такмаки», исполняемые как «ҡыҫҡа-көй» и близкие к русской частушке.
Первые записи башкирского музыкального фольклора сделаны в конце XIX века оренбургским учителем Г. Х. Еникеевым с помощью А. И. Оводова. Первые публикации помещены в книге С. Г. Рыбакова «Музыка и песни Уральских мусульман с очерком их быта» (СПб., 1897). Серьёзное исследование башкирской народной песни предпринял Л. Н. Лебединский в книге «Башкирские народные песни и наигрыши» (М., 1965).

## Типология
По содержанию башкирские народные песни разделяются на следующие группы:
- исторические песни: об исторических событиях и личностях; о местных правителях, кантонных начальниках;[2] («Абдрахман кантон», «Кулуй-кантон», «Кагарман-кантон», «Тухфат», «Абдулла-ахун»)
- песни об Отечественной войне 1812 года. («Вторая армия», «Французская песня», «Эскадрон», «Рыжий конь со звездочкой на лбу», «Кутузов», «Командир Кахым», «Любизар»)
- о жизни и быте; о родной стороне; («Армия», «Уил» и «Дикие гуси», «Гайса-скиталец», «Ельмерзяк», «Мужчина», «Не кричи, кукушка», «Кукушечка», «Ишмурза», «Ирендык»)
- песни о коне, об охоте, о жизни пастухов («Вороной иноходец», «Хромой саврасый конь», «Охотник Юлготто», «Ирендек»)
- о ссыльных и беглецах;
- о любви и женской доле (Махисарвар);
- обрядовые песни приурочены к свадебной обрядности — встреча сватов и гостей, раздача гостинцев, развлечение гостей, танец ритуальный на сундуке с приданым завершение свадьбы, проводы сватов и гостей Зарифа, приуроченные к весеннему обрядовому празднику «Карга буткахы» («Грачиная каша»);
- шуточные песни («Алты егет», «Закария-камая», «Загара», «Гюль-кай моя», «Гульназира, Ямиля»);
- плясовые песни (такмаки) «Мое колечко», «Хорошо по воду ходить»;
- «зимогор-кюй» — песни, популярные у бедных башкир, уходящих зимой работать на прииски, рудники и в города. Эти песни отличаются лихостью и юмористическим задором.
- гостевые песни. Гостевание у башкир обычно приурочено к праздникам (общенародным, семейным), к свадебным торжествам. Гостя встречают с повышенным вниманием со словами, которые есть в песнях «Золотой ли?» («Алтын микэн?»), или «Друзья» («Дустар»,), «Все друзья» («Йыйын дустар»), «За столом». Несмотря на название песни, у башкир обычай «сидеть за столом» является чужеродным, заимствованным. Традиционно «застолья» совершались на застеленном полу или земле. К жанру гостевых относятся песни про кумыс («ТСымы? йыры»), чаепития («Сэй йыры»), в которых воспеваются любимые напитки. Эти песни ещё называются кумысные.
- песни о Салавате Юлаеве («Салават»).

По манере исполнения башкирские народные песни разделяют на:
- оҙон-көй — долгая, протяжная песня;
- ҡыҫҡа-кюй — короткая быстрая песня;
- ҡубаиры — героические сказания;
- баиты — бытовые сказания. Мелодии байтов подчинены структурам поэтических текстов, состоящих из двух или четырёхстрочных строф. Каждый стих имеет устойчивое количество слогов: 7 (4+3), 8 (4+4) и 10 (5+5). Под влиянием жанра мунажат[3] в байтах возникли более сложные 11 — (4+4+3) и 12-сложные (4+4+4) структуры.
- сеңляү ~ причитания;
- теләк — благопожелание невесте;
- өҙляү или тамаҡ ҡурай — сольное двухголосное пение.

Деревенские, улочные песни («ауыл-көй», «урам-көй») связаны с местом исполнения. Их поют на деревенской улице группы певцов, идущие на вечеринку, на гуляние. Текст деревенских песен носит элегический характер: горе, плач, страдание, тоска, печаль, мечта, разочарование, житейско-философские размышления.